# Тимино (Андреевский сельсовет)
Тимино — деревня в Вашкинском районе Вологодской области. Расположена на берегу озера Кинжозеро.
Входит в состав Андреевского сельского поселения, с точки зрения административно-территориального деления — в Андреевский сельсовет.
Расстояние по автодороге до районного центра Липина Бора — 19 км, до центра муниципального образования деревни Андреевская — 12 км. Ближайшие населённые пункты — Алёшково, Филимоново, Чесноково.
По переписи 2002 года население — 15 человек.